# San Francisco Buenavista, Guanajuato
San Francisco Buenavista är en ort i Mexiko.   Den ligger i kommunen San Francisco del Rincón och delstaten Guanajuato, i den centrala delen av landet, 300 km nordväst om huvudstaden Mexico City. San Francisco Buenavista ligger 1 825 meter över havet och antalet invånare är 170.
Terrängen runt San Francisco Buenavista är huvudsakligen platt, men söderut är den kuperad. Runt San Francisco Buenavista är det tätbefolkat, med 308 invånare per kvadratkilometer. Närmaste större samhälle är San Francisco del Rincón, 15,1 km norr om San Francisco Buenavista. I omgivningarna runt San Francisco Buenavista växer huvudsakligen savannskog.